# James Hilton
Pour les articles homonymes, voir Hilton et James Hilton (karatéka).
James Hilton, né le 9 septembre 1900 à Leigh, dans le Lancashire, en Angleterre, et mort le 20 décembre 1954 à Long Beach, en Californie, aux États-Unis, est un romancier et scénariste britannique, auteur de plusieurs best-sellers, dont Les Horizons perdus (Lost Horizon), popularisé par le mythique Shangri-La et Goodbye, Mr. Chips.

## Biographie
Fils d'un instituteur, il fait ses études supérieures au Christ's College de l'Université de Cambridge, où il s'occupe du journal étudiant. Dès 1920, alors qu'il n'a pas encore reçu son diplôme, il publie Portrait de Catherine (Catherine Herself), un roman psychologique. L'année suivante, il devient journaliste à Dublin et poursuit, en parallèle, sa carrière de romancier. Son premier grand succès, Un instant d'oubli (And Now Goodbye, 1931) lui permet de se consacrer uniquement à l'écriture.
Ses romans Les Horizons perdus (Lost Horizon, 1933) et Au revoir, Mr. Chips (Goodbye, Mr. Chips, 1934), devenus rapidement de gros best-sellers, lui ouvrent les portes d'Hollywood, où il travaille pour des réalisateurs prestigieux, dont George Cukor, Alfred Hitchcock et William Wyler. Il remporte l'Oscar du meilleur scénario adapté en 1943 pour son scénario, écrit en collaboration, de Madame Miniver (Mrs. Miniver).
Il a également signé quelques romans policiers, dont Le ciel permettra-t-il ? (Dawn of Reckoning, 1925) et, sous le pseudonyme de Glen Trevor, Meurtre à l'école (Murder at School, 1931).

## Œuvre

### Romans
- Catherine Herself (1920) Publié en français sous le titre Portrait de Catherine, Paris/Bruxelles/Genève, Éditions de la Paix, 1951
- Storm Passage (1922)
- The Passionate Year (1924)
- The Dawn of Reckoning (1925), aussi titré Rage in Heaven Publié en français sous le titre Le ciel permettra-t-il ?, Paris/Genève, Jeheber, 1947
- Meadows of the Moon (1926)
- Terry (1927)
- The Silver Flame (1928), aussi titré Three Loves Had Margaret
- Murder at School (1931), aussi titré aux États-Unis Was It Murder? et publié sous le pseudonyme Glen Trevor Publié en français sous le titre Meurtre à l'école, Paris, Gallimard, coll. « Le Scarabée d'or » no 28, 1941
- And Now Goodbye (1931) Publié en français sous le titre Un instant d'oubli, Paris/Genève, Jeheber, 1946 ; réédition, Paris, Éditions Ditis, coll. « J'ai lu » no 27, 1958
- Knight Without Armour (1933), aussi titré Without Armor Publié en français sous le titre Le Chevalier sans armure, Paris, Gallimard, 1937
- Lost Horizon (1933) Publié en français sous le titre Les Horizons perdus, Paris, Hachette, coll. « Atlantique », 1949 ; réédition, Paris, Ditis, coll. « J'ai lu » no 99, 1961 ; réédition, Paris, 10/18, coll. « Domaine étranger », no 1941, 1988  (ISBN 2-264-01129-7) ; réédition sous le titre Horizon perdu, Rennes, Terre de Brume, 2006 et 2013  (ISBN 978-2-84362-499-5) ; rééd. Les Belles Lettres, coll. Domaine étranger, Paris, 216 p., 2025  (ISBN 978-2251456607)
- Goodbye, Mr. Chips (1934) Publié en français sous le titre Au revoir, Monsieur Chips, Paris, Hachette, 1940 ; réédition, Paris, Hachette, coll. « Idéal-Bibliothèque », 1977  (ISBN 2-01-003458-9) ; réédition sous le titre Goodbye, Mr. Chips, Paris, 10/18, coll. « Domaine étranger », no 1942, 1988  (ISBN 2-264-01128-9)
- We Are Not Alone (1937) Publié en français sous le titre Nous ne sommes pas seuls, Paris, Hachette, coll. « Les Meilleurs Romans étrangers », 1946
- To You, Mr Chips (1938) Publié en français sous le titre À vous, Mister Chips, Paris, Begh, 1947
- Random Harvest (1941) Publié en français sous le titre La Moisson du hasard, Paris/Genève, Jeheber, 1946
- The Story of Dr. Wassell (1944) Publié en français sous le titre L'Histoire du Dr Wassel, Jeheber, 1944 ; rééd. Les incroyables aventures de Corydon M. Wassell - Médecin Héros de la Guerre du Pacifique, Éditions Jourdan, 2022
- So Well Remembered (1945) Publié en français sous le titre Journée mémorable, Paris/Genève, Jeheber, 1946
- Nothing So Strange (1947) Publié en français sous le titre Rien de si étrange, Paris/Genève, Jeheber, 1948
- Twilight of the Wise (1949)
- Morning Journey (1951) Publié en français sous le titre Le Voyageur matinal, Paris, Hachette, coll. « Grands romans étrangers », 1953
- Time and Time Again (1953) Publié en français sous le titre L'Âge d'aimer, Paris, Hachette, coll. « Grands romans étrangers », 1954

### Recueil de nouvelles
- Contango (1932), aussi titré Ill Wind Publié en français sous le titre Vent d'orage, Paris/Genève, Jeheber, 1945

## Filmographie

### En tant que scénariste
- 1936 : Le Roman de Marguerite Gautier (Camille), film américain réalisé par George Cukor, scénario de James Hilton d'après la pièce et le roman La Dame aux camélias par Alexandre Dumas, fils, avec Greta Garbo et Robert Taylor
- 1939 : Agent double (Espionage Agent), film américain réalisé par Lloyd Bacon, dialogues additionnels de James Hilton, avec Joel McCrea et Brenda Marshall
- 1939 : Nous ne sommes pas seuls (We Are Not Alone), film américain réalisé par Edmund Goulding, scénario de James Hilton d'après son propre roman éponyme, avec Paul Muni, Jane Bryan et Una O'Connor
- 1940 : Correspondant 17 (Foreign Correspondent), film américain réalisé par Alfred Hitchcock, dialogues additionnels de James Hilton, avec Joel McCrea et Laraine Day
- 1942 : Tamara de Tahiti (The Tuttles of Tahiti), film américain réalisé par Charles Vidor, avec Charles Laughton et Jon Hall
- 1942 : Madame Miniver (Mrs. Miniver), film américain réalisé par William Wyler, avec Greer Garson, Walter Pidgeon et Teresa Wright
- 1944 : L'Odyssée du docteur Wassell (The Story of Dr. Wassell), film américain réalisé par Cecil B. DeMille, avec Gary Cooper et Laraine Day
- 1946 : La Folle Ingénue (Cluny Brown), film américain réalisé par Ernst Lubitsch, avec Charles Boyer et Jennifer Jones

### Adaptations
- 1937 : Les Horizons perdus (Lost Horizon), film américain réalisé par Frank Capra, d'après le roman éponyme, avec Ronald Colman et Jane Wyatt
- 1937 : Le Chevalier sans armure (Knight Without Armour), film américain réalisé par Jacques Feyder, d'après le roman éponyme, avec Marlene Dietrich et Robert Donat
- 1939 : Au revoir Mr. Chips (Goodbye, Mr. Chips), film américain réalisé par Sam Wood, d'après le roman éponyme, avec Robert Donat et Greer Garson
- 1941 : La Proie du mort (Tage in Heaven), film américain réalisé par W.S. Van Dyke, d'après le roman éponyme de Hilton adapté par Christopher Isherwood, avec Robert Montgomery et Ingrid Bergman
- 1942 : Prisonniers du passé (Random Harvest), film américain réalisé par Mervyn LeRoy, d'après le roman éponyme, avec Ronald Colman et Greer Garson
- 1947 : So Well Remembered, film britannique réalisé par Edward Dmytryk, d'après le roman éponyme, avec John Mills et Martha Scott
- 1969 : Goodbye, Mr. Chips, film américain réalisé par Herbert Ross, d'après le roman éponyme de Hilton adapté par Terence Rattigan, avec Peter O'Toole et Petula Clark
- 1973 : Les Horizons perdus, film américain réalisé par Charles Jarrott, d'après le roman éponyme, avec Peter Finch et Liv Ullmann

## Ludographie
- 2010 : Lost Horizon, jeu vidéo réalisé par Animation Arts et édité par Deep Silver. Le scénario de ce jeu d'aventure point and click puise son inspiration dans le roman d'Hilton mais aussi dans les aventures d'Indiana Jones de Steven Spielberg.

## Sources
: document utilisé comme source pour la rédaction de cet article.
- Claude Mesplède (dir.), Dictionnaire des littératures policières, vol. 1 : A - I, Nantes, Joseph K, coll. « Temps noir », 2007, 1054 p. (ISBN 978-2-910-68644-4, OCLC 315873251), p. 970-971